# Blodgöl
Blodgöl är en sjö i Vaggeryds kommun i Småland och ingår i Nissans huvudavrinningsområde. Sjöns area är 0,021 kvadratkilometer och den är belägen 245 meter över havet.